# Eczacıbaşı Spor Kulübü (voleibol feminino)
O Eczacıbaşı Spor Kulübü ou Eczacıbaşı Dynavit, por razões de patrocínio, é um time turco de voleibol feminino da cidade de Istambul. Atualmente disputa o Campeonato Turco, do qual é o clube mais titulado, com dezesseis triunfos.

## Títulos conquistados
| Mundiais     | Mundiais                    | Mundiais | Mundiais |
|              | Competição                  | Títulos  | Temporadas |
| ------------ | --------------------------- | -------- | --- |
|              | Mundial de Clubes           | 3        | 2015, 2016 e 2023 |
| Continentais |                             |          | |
|              | Competição                  | Títulos  | Temporadas |
|              | Liga dos Campeões da Europa | 1        | 2014-15 |
|              | Copa CEV                    | 3        | 1998–99, 2017-18 e 2021-22 |
| Nacionais    |                             |          | |
|              | Competição                  | Títulos  | Temporadas |
| Turquia      | Campeonato Turco            | 16       | 1984–85, 1985–86, 1986–87, 1987–88, 1988–89, 1993–94, 1994–95, 1998–99, 1999–00, 2000–01, 2001–02, 2002–03, 2005–06, 2006–07, 2007–08 e 2011–12 |
| Turquia      | Copa da Turquia             | 9        | 1998–99, 1999–00, 2000–01, 2001–02, 2002–03, 2008–09, 2010–11, 2011–12 e 2018-19                                                                |
| Turquia      | Supercopa Turca             | 5        | 2011, 2012, 2018, 2019 e 2020 |

### Outras campanhas
Campeonato Turco
- Vice-campeão: 1989–90, 1990–91, 1992–93, 1997–98, 2012–13, 2017-18 e 2018-19

 Copa da Turquia
- Vice-campeão: 1997–98, 2012–13, 2017-18 e 2020-21

 Supercopa Turca
- Vice-campeão: 2009, 2013 e 2021

 Liga dos Campeões da Europa
- Vice-campeão: 1979-80
- Terceiro colocado: 1999-00

 Copa CEV
- Terceiro colocado: 2005

 Challenge Cup
- Vice-campeão: 1993

 Mundial de Clubes
- Vice-campeão: 2019
- Terceiro colocado: 2018

## Elenco atual
| N° | Nome              | Posição     | Nascimento                        | Altura (cm) | Nacionalidade  |
| -- | ----------------- | ----------- | --------------------------------- | ----------- | -------------- |
| 2  | Simge Şebnem Aköz | Líbero      | 23 de abril de 1991 (33 anos)     | 168         | Turquia        |
| 3  | Tijana Bošković   | Oposta      | 8 de março de 1997 (28 anos)      | 194         | Sérvia         |
| 4  | Beyza Arıcı       | Central     | 27 de julho de 1995 (29 anos)     | 192         | Turquia        |
| 5  | Merve Atlier      | Central     | 31 de março de 2000 (24 anos)     | 191         | Turquia        |
| 6  | Saliha Şahin      | Ponta       | 5 de novembro de 1998 (26 anos)   | 186         | Turquia        |
| 7  | Hande Baladın     | Ponta       | 1 de setembro de 1997 (27 anos)   | 190         | Turquia        |
| 8  | Yasemin Güveli    | Central     | 5 de janeiro de 1999 (26 anos)    | 188         | Turquia        |
| 10 | Maja Ognjenovic   | Levantadora | 17 de fevereiro de 1984 (41 anos) | 183         | Sérvia         |
| 11 | Zeynep Palabıyık  | Líbero      | 17 de abril de 2004 (20 anos)     | 174         | Turquia        |
| 12 | Elif Şahin        | Levantadora | 19 de janeiro de 2001 (24 anos)   | 189         | Turquia        |
| 13 | McKenzie Adams    | Ponta       | 13 de fevereiro de 1992 (33 anos) | 187         | Estados Unidos |
| 14 | Gözde Yılmaz      | Oposta      | 9 de setembro de 1991 (33 anos)   | 195         | Turquia        |
| 15 | Laura Heyrman     | Central     | 17 de maio de 1993 (31 anos)      | 188         | Bélgica        |
| 17 | Fatma Şekerci     | Ponta       | 14 de dezembro de 1990 (34 anos)  | 180         | Turquia        |

Atualizado em dezembro de 2021.